# Ordoño IV van León
Ordoño IV van León bijgenaamd de Slechte (circa 926 - Córdoba, 962) was van 958 tot 960 koning van León

## Levensloop
Ordoño IV was de zoon van koning Alfons IV van León en diens echtgenote Oneca, dochter van koning Sancho I van Navarra. Zijn vader werd in 929 afgezet door zijn broer Ramiro II.
In 958 kon hij met de steun van graaf Ferdinand González van Castilië en de Galicische en Castiliaanse zijn neef Sancho I afzetten als koning van León. Hij besteeg vervolgens zelf de troon en huwde hetzelfde jaar met Urraca, dochter van Ferdinand González. Het huwelijk bleef kinderloos. 
In 960 werd hij van de troon verdreven door een militaire interventie van Sancho en het koninkrijk Navarra. Vervolgens vluchtte Ordoño IV naar Asturië en dan naar Burgos. Hij verliet er zijn echtgenote, waardoor hij de steun van Castilië verloor. Ordoño IV werd gedwongen om zich naar het kalifaat Córdoba te begeven, waar hij in 962 stierf.  